# Centre chorégraphique national d'Orléans
 (février 2018).
Si vous disposez d'ouvrages ou d'articles de référence ou si vous connaissez des sites web de qualité traitant du thème abordé ici, merci de compléter l'article en donnant les références utiles à sa vérifiabilité et en les liant à la section « Notes et références ».

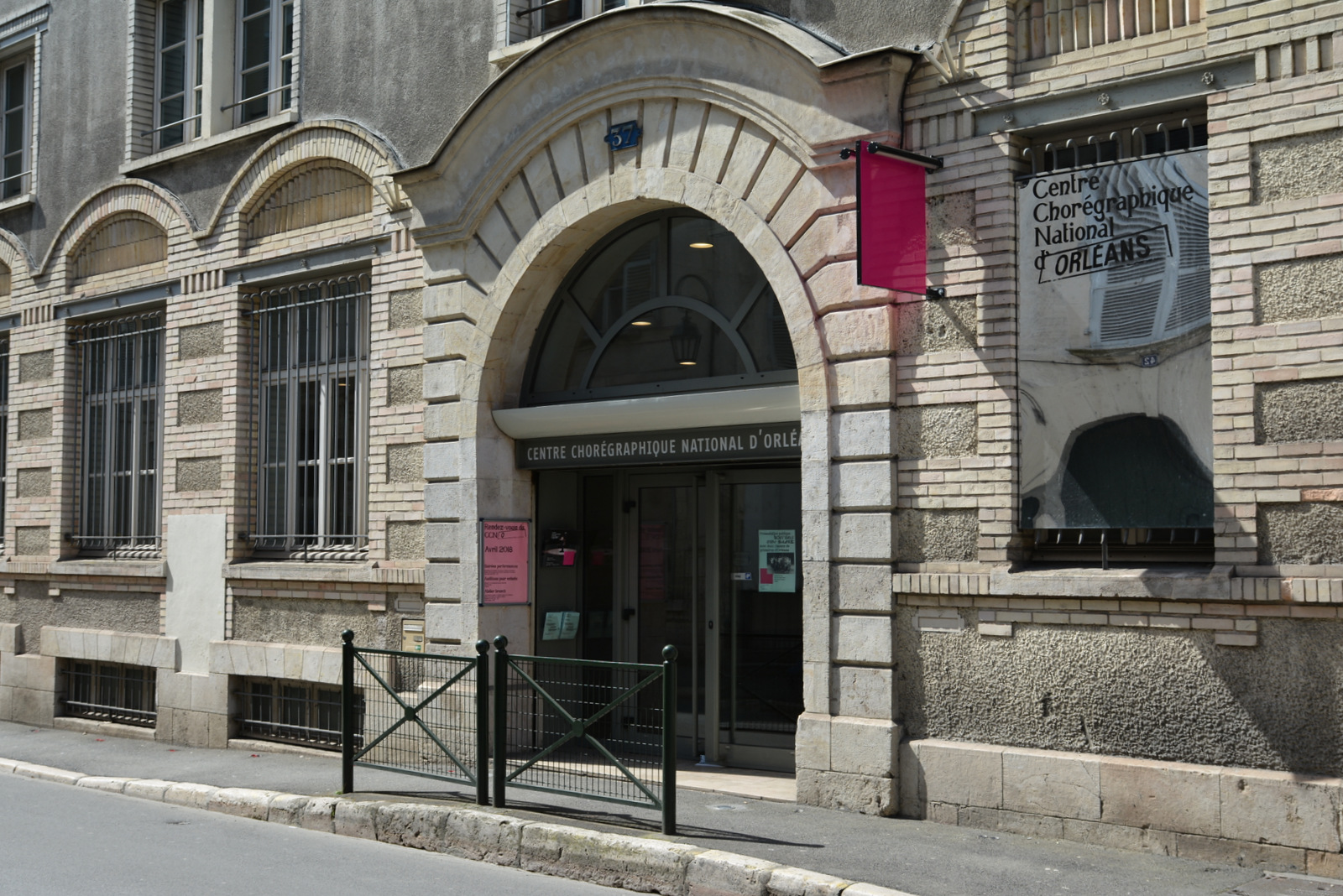
Façade du Centre chorégraphique national d'Orléans

Le Centre national chorégraphique d'Orléans (ou CCNO) est une institution culturelle française consacrée à la danse basée à Orléans dans le département du Loiret en région Centre-Val de Loire.
Fondée en 1995 par le danseur et chorégraphe Josef Nadj, la structure est labellisée centre chorégraphique national dont elle tire son nom par métonymie,,.

## Présentation
Le Centre national chorégraphique d'Orléans est situé depuis 2001 dans le centre-ville d'Orléans au n°37 de la rue du Bourdon-Blanc. Il compte 4 studios de danse, dont un studio en capacité d'accueil de 170 places.
À sa création en 1995, le CCNO était hébergé dans le Théâtre d'Orléans aux côtés du CDN d'Orléans, de la Scène nationale d'Orléans et du CADO. C'est en 2001 que le CCNO a déménagé rue du Bourdon Blanc, en restant partie prenante du Théâtre d'Orléans.
Josef Nadj a été le directeur du Centre national chorégraphique d'Orléans de 1995 à 2016. Il est ensuite remplacé par Maud Le Pladec en janvier 2017,.

## Directions
- 1995-2016 : Josef Nadj
- 2017-2024 : Maud Le Pladec
- Depuis 2025 : Collectif ÈS[9]

## Partenariats
- Le ministère de la Culture - DRAC de la région Centre-Val de Loire ;
- La ville d'Orléans ;
- Orléans Métropole ;
- Le conseil régional du Centre-Val de Loire ;
- Le conseil départemental du Loiret ;
- L'Institut Français[10]